# Emmebi Motorsport
Emmebi Motorsport – włoski zespół startujący w wyścigach samochodowych założony w 2000 roku przez Massimo Beacciego. Obecnie ekipa startuje jedynie w Lamborghini Blancpain Super Trofeo, jednak w przeszłości pojawiała się również na starcie w Euroseries 3000, Włoskiej Formule 3000, Szwajcarskiej Formule Renault, Austriackiej Formule Renault, Formule Abarth oraz w Auto GP.

## Starty

### Auto GP
| Rok  | Bolid      | Kierowcy          | Wyścigi | Wygrane | PP | NO | Pkt | M.K. | M.Z. |
| ---- | ---------- | ----------------- | ------- | ------- | -- | -- | --- | ---- | ---- |
| 2011 | Lola–Zytek | Francesco Dracone | 6       | 0       | 0  | 0  | 1   | 21   | 9    |